# Colymbetes magnus
Colymbetes magnus är en skalbaggsart som beskrevs av Feng 1936. Colymbetes magnus ingår i släktet Colymbetes och familjen dykare. Inga underarter finns listade i Catalogue of Life.